# Hannes Androsch
Hannes Androsch (Wenen, 18 april 1938 – Bad Aussee, 11 december 2024) was een Oostenrijks ondernemer en politicus (SPÖ). Hij was van 1 oktober 1976 tot 20 januari 1981 vicekanselier van Oostenrijk.

## Biografie
Hoewel geboren in Wenen, groeide hij op in Zuid-Bohemen in Tsjechoslowakije waar eertijds een grote Duitse minderheid gevestigd was. Zijn ouders waren belastingadviseurs. In juni 1945 werd zijn familie, evenals andere Duitsers in Tsjechoslowakije, uit de zuidelijke Bohemen verdreven. Androsch voltooide zijn middelbaar onderwijs in Wenen en studeerde vervolgens aan de handelshogeschool aldaar. In 1959 behaalde hij een diploma in de economie en tien jaar later een doctoraat. 
Hij was al jong politiek actief binnen de sociaaldemocratische beweging. Van 1960 tot 1961 stond hij aan het hoofd van de Weense studentenafdeling van de Sozialistische Partei Österreichs (SPÖ) en van 1962 tot 1963 had hij zitting in het hoofdbestuur van de studentenafdeling. Sinds 1963 was hij als medewerker verbonden aan de fractie van de SPÖ. In 1967 belandde hij in de Nationale Raad (lagerhuis). Daarnaast was hij gecertificeerd accountant en belastingadviseur en nam het financiële adviesbureau van zijn ouders over. 
Na de verkiezingen van 1970 vormde de socialistische voorman Bruno Kreisky een  in het socialistische minderheidskabinet. De toen 32-jarige Androsch werd in de regering opgenomen als bondsminister van Financiën. Hij bleef in functie nadat de SPÖ bij de parlementsverkiezingen van 1971 een absolute meerderheid had behaald. Op 1 oktober 1976 volgde hij Rudolf Häuser op als vicekanselier; hij bleef daarnaast bondsminister van Financiën. In 1979 werd hij in deze capaciteit lid van het interim-comité van het Internationaal Monetair Fonds (IMF).
Androsch, die een grote populariteit genoot, werd in de media al snel omschreven als de "kroonprins" van bondskanselier Kreisky, die werd gezien als zijn politieke peetvader. De relatie tussen Androsch en Kresiky bekoelde echter vanaf 1975 aanzienlijk. Vanaf dat moment verschenen er in diverse media ook kritische berichten over Androsch die werd beschuldigd van belangenverstrengeling. In opdracht van Kreisky stootte hij zijn belangen in zijn financiële adviesbureau af, maar de campagne in de diverse media tegen zijn persoon hielden aan waardoor hij zich genoodzaakt zag om op 20 januari 1981 als vicekanselier en minister van Financiën af te treden.
Na zijn aftreden als minister werd Androsch door de regering benoemd tot gouverneur van de bank Creditanstalt die zich in overheidshanden bevond. Journalisten bleven evenwel onderzoek doen naar zijn financiële handel en wandel waardoor hij in 1988 het gouverneurschap van Creditanstalt neerlegde. Tijdens deze periode was zijn relatie met de SPÖ zeer verslechterd en hij vermoedde dat Kreisky en een aantal ministers hem gedurende zijn politieke carrière hebben tegengewerkt.
Sinds 1989 is Androsch bedrijfsleider van AIC-Androsch International Consulting en sinds 1997 mede-eigenaar van Salinen Beteiligungs GmbH. Ook zit hij in de raad van toezicht van Salinen Austria AG en bekleedt tal van nevenfuncties, met name op het gebied van hoger- en universitair onderwijs.

## Privé
Hannes Androsch is sinds 1964 getrouwd met Brigitte Schärf (een achternicht van bondspresident Adolf Schärf). Uit dit huwelijk zijn twee dochters voortgekomen.
Androsch overleed op 11 december 2024 op 86-jarige leeftijd.

## Onderscheidingen
- 1974 Grote Gouden Ereteken aan het lint voor Verdienste voor de Republiek Oostenrijk
- 1977 Orde van Verdienste van de Republiek Polen 2e klasse
- 1978 Ereteken van het Land Tirol
- 1979 Eremedaille van het Parlement van de Tsjechische Republiek
- 1979 Grootkruis Orde van de Poolster
- 1998 Erering van de Gemeente Altaussee
- 1998 Grote Gouden Ereteken met Ster van het Land Stiermarken
- 2000 Erekruis van de Arbeiders-Samaritanenbond met Rood-Wit-Rode band
- 2001 Grote Ereteken van de Broederschap St. Christoph
- 2002 Erering van de Stad Leoben
- 2003 Viktor Adler plaquette der SPÖ
- 2003 Ereteken van de Stad Hall in Tirol
- 2004 Ereteken van de Stad en Gemeente Fehring
- 2005 Sigillum Civitatis In Leoben (Zegel van de Burgerij van Leoben)
- 2008 Oostenrijkse Erekruis voor Wetenschap en Kunst der 1e klasse
- 2013 Gouden Ere-adel der Wirtschaftskammer Österreichs
- 2013 Grote Gouden Ereteken van het Land Karinthië